# Gna (Schiff)
Die Gna war ein 1907 gebauter schneller Schraubendampfer, der auf dem Bodensee als Forschungsschiff zur Gewinnung von meteorologischen Daten eingesetzt wurde.

## Geschichte

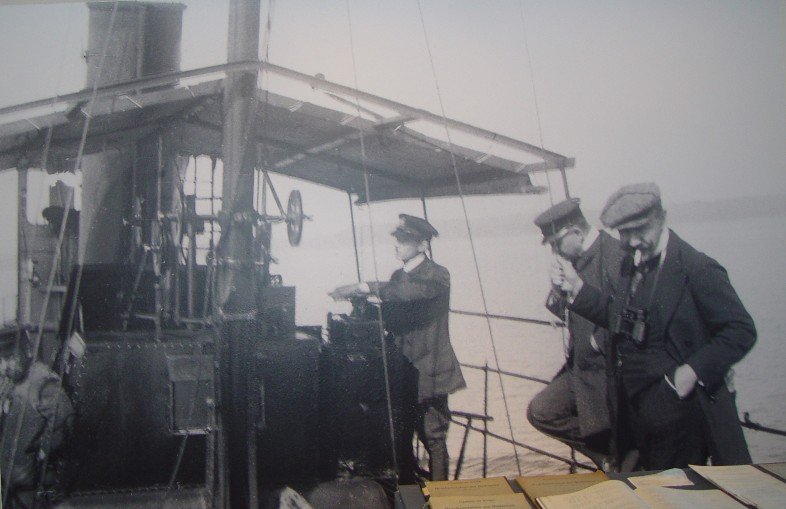
An Deck der Gna

Über den Schraubendampfer Gna, benannt nach Gna, der windschnellen Botin der nordischen Götterkönigin Frigg, ist in der nautischen Literatur wenig bekannt, außer dass sie der Aerologie, dem von Hugo Hergesell begründeten Flugwetterdienst, diente. Dazu wurden Messinstrumente mittels Drachen von der Gna bei schneller Fahrt in große Höhen gezogen. Sie wurde deshalb als „Drachenboot“ (besser: Drachenschleppboot) bezeichnet, in einigen Publikationen auch als „Stationsschiff“ oder „Aufstiegsschiff“ der Ballonstation Friedrichshafen. Erste Versuche am Bodensee führten von Zeppelin und Hergesell bereits 1900 und 1902/1903 durch, damals noch mit dem Luftschraubenboot Württemberg. Aus den verschiedenen Berichten über die von Ferdinand von Zeppelin am 1. April 1908 gegründete Drachenstation (Wetterstation) in Friedrichshafen und dem Archivmaterial des Luftschiffbaus Zeppelin, sowie Fritz Maier ergibt sich, dass die Gna 1907 als Baunummer 803 von der auf den Bau von Torpedobooten spezialisierten Werft Schichau in Elbing bei Danzig im Auftrag des Reichsamtes des Inneren speziell für die Drachenstation zum Preis von 74.800 Mark gebaut wurde. Werft und Auftraggeber konnten bei der Planung auf Erfahrungen mit dem Hochsee-Drachenschiff Sleipner  zurückgreifen. Das 1900 gebaute Torpedoboot war aber wesentlich größer und auch schneller.
Nachdem bei Probefahrten der Werft auf dem Frischen Haff eine Geschwindigkeit von 18,5 Knoten (34,3 km/h) erreicht wurde, erfolgte die endgültige Abnahme zur vollen Zufriedenheit am 20. Januar 1908 bei einer Probefahrt nach Konstanz. Die Rückfahrt nach Friedrichshafen wurde in 35 Minuten bewältigt, das entspricht 40 km/h. Die Gna war das schnellste Dampfschiff auf dem Bodensee und lange auch das schnellste Einrumpfschiff dieser Größe. Die Einweihung fand in Anwesenheit des württembergischen Königspaares am 11. Juli 1908 statt. Eine Besonderheit war die Flaggenführung der Gna im Dienst: Wohl als einziges Bodenseeschiff in Friedenszeiten führte sie die Reichsdienstflagge der Kaiserlichen Marine (am Bug) wie auch die Flagge des Königreichs Württemberg (am Heck).
Der Bau eines bereits geplanten zweiten Schiffes wurde durch den Ausbruch des Ersten Weltkriegs verhindert. Von 1914 bis 1918 wird das Schiff als Flugbetriebsfahrzeug dem Kommandeur der Luftschiffer unterstellt. Nach dem Krieg führten die knappen Mittel zu reduzierten Einsätzen. Erst in den frühen 1930er Jahren gewann die Aerologie wieder an Bedeutung, sichtbar an der Aufwertung der neuen Drachenstation zu einem Aeronautischen Observatorium, das dem Reichsluftfahrtministerium unterstand. Mit Beginn des Zweiten Weltkrieges wurde es dem Oberkommando der Luftwaffe mit unbekannter Funktion unterstellt. Die technischen und meteorologischen Fortschritte waren aber bereits so bedeutend, dass angesehene Meteorologen wie Hermann Flohn den wissenschaftlichen Nutzen der Drachenstation mit der Gna nach 1935 als unbedeutend einstuften.
Im Zweiten Weltkrieg war der Einsatz des Forschungsschiffes zunehmend schwierig; 1942 wurde er völlig eingestellt. „Das Drachenboot GNA wurde, so ein Artikel der Schwäbischen Zeitung vom 5. April 1953, bei einem Bombenangriff (...) zerstört, sank und konnte erst nach Beendigung des Krieges gehoben und in die Bodanwerft überführt werden. Pläne zu einer Wiederverwendung wurden zwar noch durch die französische Besatzungsmacht in Angriff genommen, das Projekt scheiterte jedoch an den Kosten. Über das endgültige Schicksal des Drachenboots GNA liegen bislang keine gesicherten Erkenntnisse vor.“ Nach Allwang erhielt die Gna bei der Bombardierung Friedrichshafens am 28. April 1944 ein Loch über der Wasserlinie. Sie sank nach Kriegsende beim Abschleppversuch französischer Soldaten zur Werft, wurde aber wieder gehoben. In der Bundesdrucksache Nr. 4116 vom 25. Februar 1953 findet man den Eintrag „Kap. (E 24) Titel 11: Wiederaufbau des Forschungsschiffes „Gna“, 2. Teilbetrag Wiederholungshaushalt 1952  DM ---“, wonach das Vorhaben offenbar aufgegeben wurde. Aus dem Kommissionsbuch der ehemaligen Bodan-Werft in Kressbronn am Bodensee geht hervor, dass die Gna dort mehrfach in Stand gesetzt und 1954 verschrottet wurde.

## Einsatz und Technik

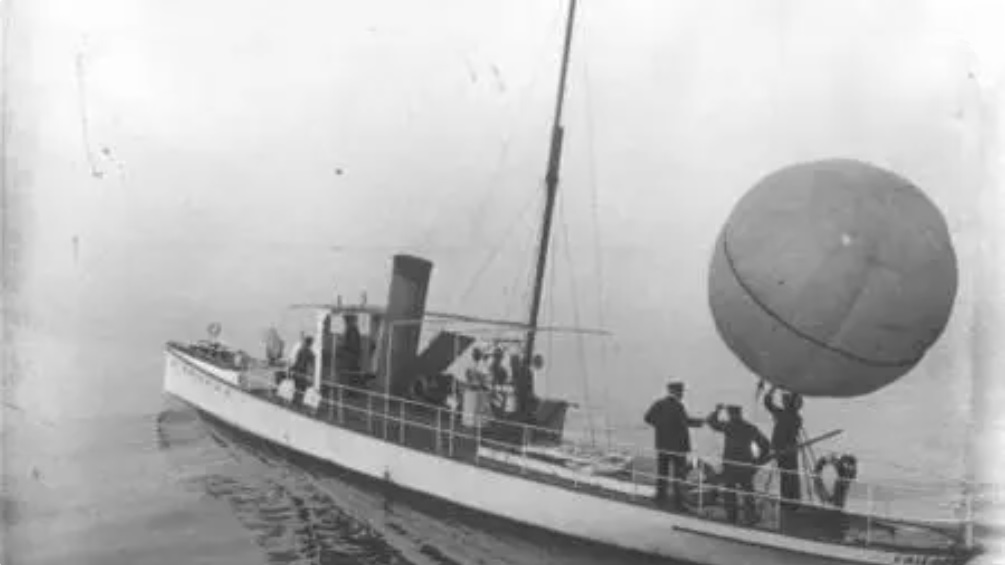
Mit dem schnellen Schraubendampfer konnten die Wetterdrachen selbst bei Windstille in den Himmel gezogen werden.

Von der Gna aus wurden in Seemitte oder – selbst in Kriegszeiten – am schweizerischen Südufer Messinstrumente mittels großer Wetterdrachen oder eines 60 m³-Fesselballons ungestört von Hindernissen in Höhen bis zu 6000 Meter gebracht; in der Regel erreichten sie 3000 Meter. Die Gna war „pfeilschnell“, um entweder den Drachen selbst bei Windstille möglichst hoch zu ziehen oder um bei Fahrt mit achterlichem Wind den Ballon möglichst senkrecht zu halten, indem die Geschwindigkeit des Schiffes der des Windes entsprach. Dazu musste sie schnell reagieren können. Dr. Kleinschmidt, Vorstand der Drachenstation, erklärte dies seinen Besuchern am 14. Juli 1909 so, dass „die Gna imstande ist, unter Anwendung eines Luft eintreibenden Ventilators sehr rasch, binnen 3 Minuten, von gewöhnlicher Fahrt zur stärksten Kraftanstrengung übergehen, wozu es seine Kesselkonstruktion befähigt.“ Dabei dürften Mannschaft und Material bis zum Äußersten gefordert gewesen sein. Trotz guter Wartung war die Gna sehr reparaturanfällig. Nach Unterlagen des Reichstags war das Schiff bereits in den ersten fünf Jahren an 50 bis 60 Tagen nicht einsatzfähig, Tendenz steigend.

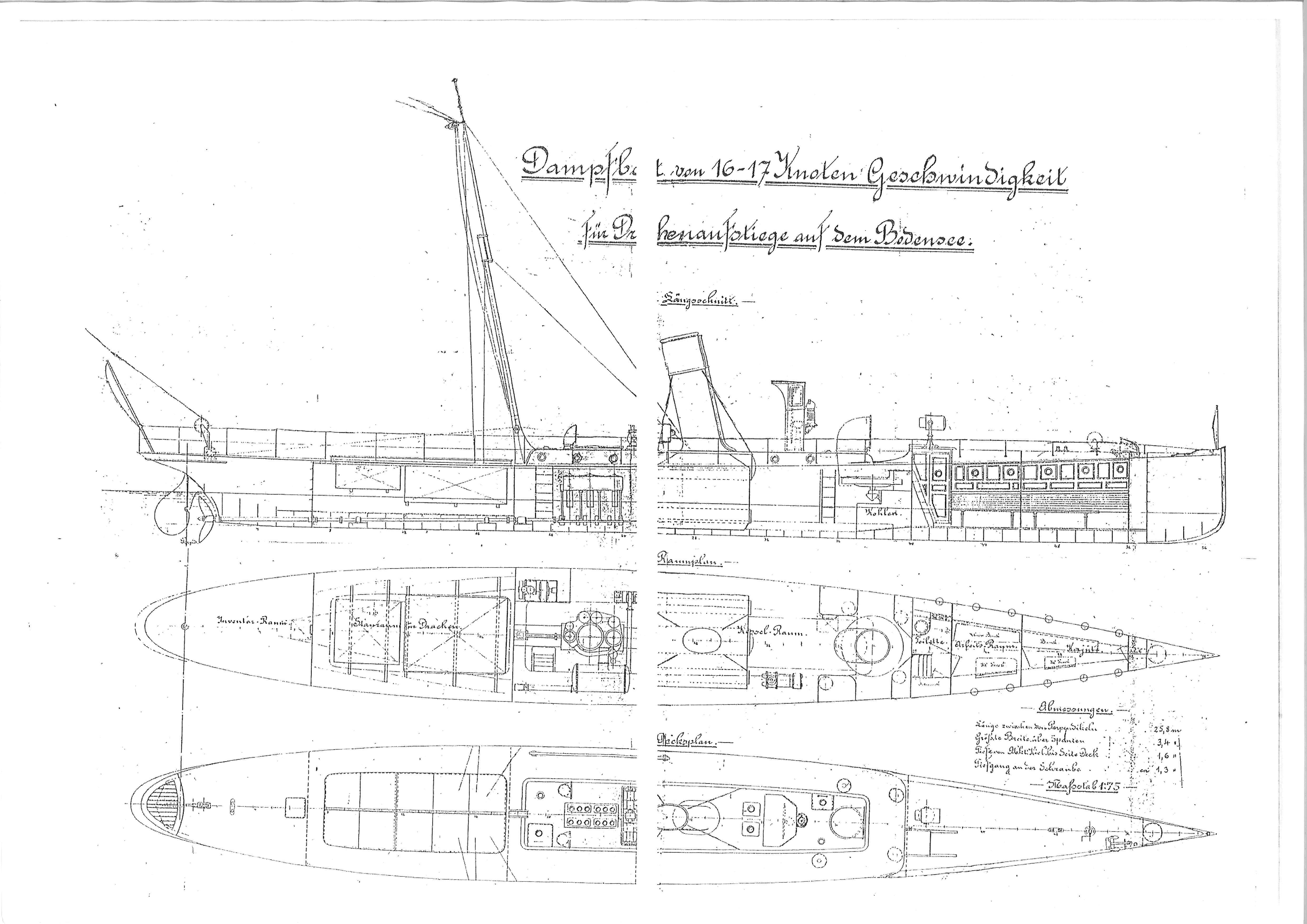
Längsschnitt, Raumplan und Decksplan der Gna. Zeppelin Museum Friedrichshafen - Technik und Kunst

Der Aufstieg eines Ballons dauerte etwa eine Stunde. Danach wurden die gemessenen meteorologischen Daten noch während der Fahrt an die Drachenstation übermittelt. Neben der aerologischen Forschung diente die Gna auch der Limnologie mit der regelmäßigen Messung der Wassertemperatur an der Oberfläche und in der Tiefe.
Der Schraubendampfer, der einem kleinen Torpedoboot ähnelte, wurde angetrieben von einer Dreizylinder-Dreifach-Expansionsmaschine mit Oberflächenkondensation mit einer Leistung von 350 bis 530 PSi. Der Dampfantrieb war zwar aufwendiger als ein Verbrennungsmotor, damals aber noch zuverlässiger. Die Mannschaft bestand aus je drei Mann Schiffsbesatzung und Wetterforscher. Der Rumpf des schmalen Glattdeckdampfers war anfangs hell, später dunkel gestrichen und in fünf Abteilungen (siehe Raumplan, vom Bug aus) abgeschottet: (1) Zwei Kabinen für Apparate und Arbeitsplätze, (2) Heizraum und Kohlenbunker, (3) Maschine mit Dynamo-Aggregat, (4) zehn Drachen, davon drei startbereit, (5) Taue etc. Der Decksplan sah vom Bug ausgehend so aus: (a) Anker und Scheinwerfer, (b) Lüfter mit „Turbo“-Ventilator, (c) hinten offener Steuerstand mit Kompass, (d) Schornstein, (e) elektrische Winde (60 kg Zug) mit vier Abteilungen Klavierdraht à 4000 m; 90 Stufen Umdrehungsgeschwindigkeit (2 cm/s bis 3 m/s) zum schnellen Ausgleich von Änderungen der Windstärke, (f) Dynamometer zur Messung des Zuges auf dem Draht, (g) Mast mit Vorrichtungen zum Drachen-/Ballonstart.

## Berichte zurGna
- Am 8. März 1917 strandete die Gna infolge eines Maschinenschadens während eines starken Sturms bei Langenargen. Abschleppversuche der König Karl blieben wegen des niedrigen Wasserstands erfolglos, wurden aber am folgenden Tag fortgesetzt.[18]
- Mitte August 1924 ereignete sich ein schwerer Unfall mit Beteiligung der Gna. Forscher vom Institut für Seenforschung in Langenargen führten in Seemitte Höhe Manzell verschiedene Versuche durch, die von Zuschauern auf vier Begleitbooten verfolgt wurden. An Bord der luxuriösen Motoryacht Stauffen eines Fabrikanten aus Weingarten befanden sich etwa 20 Personen, darunter Mitglieder der Regierung und des Landtags sowie hohe Beamte. Bei einem Manöver geriet die Stauffen in das Kielwasser der Gna und krängte so stark, dass die Gäste in ihren Korbsesseln ins Rutschen gerieten. Da die Reling zu schwach war, stürzten neun von ihnen über Bord. Ein hoher Beamter ertrank, die anderen konnten gerettet werden. Ermittlungen ergaben, dass die Stauffen nur für 12 Personen zugelassen war und zu wenig Rettungsmittel an Bord hatte.[19]
- Der 11. Deutsche Physikertag 1935 fand in Stuttgart statt. Er endete mit einer Ausfahrt der Wissenschaftler auf der Gna  und dem Aufstieg eines Fesselballons. Beteiligt war auch Erich Regeners Forschungsschiff Undula zur Messung kosmischer Strahlungen.